# Zgornja vas
Zgornja vas (nemško Oberdorf) je naselje v Občini Vrba na Koroškem v Okraju Beljak-dežela na Koroškem v Avstriji.